# تمزکدوین
تمزکدوین (به فرانسوی: Timezgadiouine) یک منطقهٔ مسکونی در مراکش است که در استان شیشاوه واقع شده‌است. تمزکدوین ۸٬۶۷۳ نفر جمعیت دارد.